# Argentyna na Letnich Igrzyskach Olimpijskich 1984
Argentynę na XXIII Letnich Igrzyskach Olimpijskich w Los Angeles reprezentowało 82 sportowców w 14 dyscyplinach. Był to 16 start Argentyńczyków na letnich igrzyskach olimpijskich.

## Skład reprezentacji

### Boks

#### Mężczyźni
- Rubén Carballo
  - waga musza - 17. miejsce

- Pedro Décima
  - waga kogucia - 5. miejsce

- Daniel Domínguez
  - waga półśrednia - 32. miejsce

- Gustavo Ollo
  - waga lekkośrednia - 9. miejsce

- Hugo Corti
  - waga średnia - 9. miejsce

- Roberto Oviedo
  - waga półciężka - 9. miejsce

### Judo

#### Mężczyźni
- Jorge di Noco
  - kategoria do 60 kg - 12. miejsce

- Alejandro Strático
  - kategoria do 86 kg - 18. miejsce

- Fabián Lannutti
  - kategoria do 95 kg - 18. miejsce

- Ricardo Andersen
  - kategoria + 95 kg - 11. miejsce

### Jeździectwo

#### Mężczyźni
- Justo Albarracín
  - skoki indywidualnie - 40. miejsce
  - skoki drużynowo - 15. miejsce

- Eduardo Zone
  - skoki indywidualnie - 46. miejsce
  - skoki drużynowo - 15. miejsce

- Martín Mallo
  - skoki indywidualnie - nie ukończył
  - skoki drużynowo - 15. miejsce

- Adrián Melosi
  - skoki drużynowo - 15. miejsce

### Kajakarstwo

#### Mężczyźni
- Atilio Vásquez
  - K-1 500 m - 15. miejsce
  - K-1 1000 m - 14. miejsce

### Kolarstwo

#### Mężczyźni
- Luis Biera
  - kolarstwo szosowe - wyścig ze startu wspólnego - nie ukończył

- Marcelo Alexandre
  - kolarstwo torowe - sprint - 6. miejsce
  - kolarstwo torowe - 1000 m na czas - 7. miejsce

- Claudio Iannone
  - kolarstwo torowe - sprint - 11. miejsce

- Gabriel Curuchet
  - kolarstwo torowe - 4000 m na dochodzenie indywidualnie - 13. miejsce
  - kolarstwo torowe - 4000 m na dochodzenie drużynowo- 9. miejsce

- Pedro Caino
  - kolarstwo torowe - 4000 m na dochodzenie indywidualnie - nie ukończył
  - kolarstwo torowe - 4000 m na dochodzenie drużynowo- 9. miejsce

- Juan Esteban Curuchet
  - kolarstwo torowe - 4000 m na dochodzenie drużynowo- 9. miejsce
  - kolarstwo torowe - jazda na punkty - 5. miejsce

- Eduardo Trillini
  - kolarstwo torowe - 4000 m na dochodzenie drużynowo- 9. miejsce

- Juan Carlos Haedo
  - kolarstwo torowe - jazda na punkty - 20. miejsce

### Lekkoatletka

#### Mężczyźni
- Omar Ortega
  - bieg na 1500 m - 59. miejsce

- Julio Gómez
  - bieg na 5000 m - 41. miejsce
  - bieg na 10000 m - 36. miejsce

- Rubén Aguiar
  - maraton - 59. miejsce

- Pedro Cáceres
  - bieg na 3000 m z przeszkodami - 28. miejsce

#### Kobiety
- Liliana Góngora
  - bieg na 1500 m - 18. miejsce
  - bieg na 3000 m - 26. miejsce

- Beatriz Capotosto
  - bieg na 100 m przez płotki - 17. miejsce

- Liliana Arigoni
  - skok wzwyż - 24. miejsce

### Piłka siatkowa

#### Mężczyźni
- Alcides Cuminetti
- Alejandro Diz
- Carlos Wagenpfeil
- Daniel Castellani
- Eduardo Martínez
- Hugo Conte
- Jon Emili Uriarte
- Leonardo Wiernes
- Raúl Quiroga
- Waldo Kantor

- zajęli 6. miejsce

### Pływanie

#### Mężczyźni
- Fabián Ferrari
  - 100 m stylem dowolnym - 38. miejsce
  - 200 m stylem dowolnym - 43. miejsce

- Alejandro Lecot
  - 400 m stylem dowolnym - 26. miejsce
  - 1500 m stylem dowolnym - 20. miejsce

- Julio César Falón
  - 100 m stylem klasycznym - 34. miejsce
  - 200 m stylem klasycznym - 34. miejsce

- Luis Juncos
  - 100 m stylem motylkowym - 31. miejsce
  - 200 m stylem motylkowym - 29. miejsce

#### Kobiety
- Virginia Sachero
  - 100 m stylem dowolnym - 27. miejsce
  - 200 m stylem dowolnym - 27. miejsce

- Alicia María Boscatto
  - 100 m stylem klasycznym - 21. miejsce
  - 200 m stylem klasycznym - 13. miejsce

### Skoki do wody

#### Kobiety
- Verónica Ribot
  - trampolina 3 m indywidualnie - 12. miejsce
  - wieża 10 m indywidualnie - 15. miejsce

### Strzelectwo

#### Mężczyźni
- Daniel Felizia
  - pistolet szybkostrzelny 25 m - 28. miejsce

- Leopoldo Fossati
  - pistolet szybkostrzelny 25 m - 32. miejsce

- Ernesto Alais
  - pistolet dowolny 50 m - 20. miejsce

- Walter Bauza
  - pistolet dowolny 50 m - 20. miejsce

- Ricardo Rusticucci
  - karabin pneumatyczny 10 m - 20. miejsce
  - karabin dowolny 50 m - 34 m
  - karabin dowolny leżąc 50 m - 30. miejsce

- - Firmo Roberti
  - skeet - 13. miejsce

### Szermierka

#### Mężczyźni
- Sergio Luchetti
  - floret indywidualnie - 34. miejsce
  - floret drużynowo - 10. miejsce
  - szpada indywidualnie - 46. miejsce
  - szpada drużynowo - 13. miejsce

- Sergio Turiace
  - floret indywidualnie - 38. miejsce
  - floret drużynowo - 10. miejsce

- Csaba Gaspar
  - floret drużynowo - 10. miejsce
  - szpada indywidualnie - 58. miejsce
  - szpada drużynowo - 13. miejsce

- Marcelo Magnasco
  - floret drużynowo - 10. miejsce
  - szpada indywidualnie - 51. miejsce
  - szpada drużynowo - 13. miejsce

- Atilio Tass
  - szabla indywidualnie - 25. miejsce

- José María Casanovas
  - szabla indywidualnie - 33. miejsce

#### Kobiety
- María Alicia Sinigaglia
  - floret indywidualnie - 33. miejsce
  - floret drużynowo - 10. miejsce

- Silvana Giancola
  - floret indywidualnie - 35. miejsce
  - floret drużynowo - 10. miejsce

- Sandra Giancola
  - floret indywidualnie - 41. miejsce
  - floret drużynowo - 10. miejsce

- Constanza Oriani
  - floret drużynowo - 10. miejsce

### Wioślarstwo

#### Mężczyźni
- Ricardo Ibarra
  - jedynka mężczyzn - 5. miejsce

- Rubén D'Andrilli
  - dwójka bez sternika - 10. miejsce

- Claudio Guindon
  - dwójka bez sternika - 10. miejsce

- Federico Lungwitz
  - czwórka podwójna - 10. miejsce

- Oscar Bonini
  - czwórka podwójna - 10. miejsce

- Omar Ferrari
  - czwórka podwójna - 10. miejsce

- Gustavo Calderón
  - czwórka podwójna - 10. miejsce

### Zapasy

#### Mężczyźni
- Daniel Navarrete
  - styl klasyczny do 62 kg - nie ukończył
  - styl wolny do 62 kg - nie ukończył

- Boris Goldstein
  - styl klasyczny do 68 kg - nie ukończył
  - styl wolny do 68 kg - nie ukończył

- Óscar Strático
  - styl klasyczny do 74 kg - nie ukończył
  - styl wolny do 74 kg - nie ukończył

### Żeglarstwo

#### Mężczyźni
- Jorge García
  - windsurfing - 17. miejsce

- Carlos Irigoyen
  - mixed two person dinghy - 10. miejsce

- Gonzalo Heredia
  - mixed two person dinghy - 10. miejsce

- Martín Ferrari
  - tornado - 15. miejsce

- Sergio Sinistri
  - tornado - 15. miejsce

- Alberto Llorens
  - klasa dragon - 13. miejsce

- Carlos Sanguinetti
  - klasa dragon - 13. miejsce

- Pedro Ferrero
  - klasa dragon - 13. miejsce